# Échantillon WEIRD
 (avril 2023).
La mise en forme du texte ne suit pas les recommandations de Wikipédia : il faut le « wikifier ».
Les points d'amélioration suivants sont les cas les plus fréquents. Le détail des points à revoir est peut-être précisé sur la page de discussion.
- Les titres sont pré-formatés par le logiciel. Ils ne sont ni en capitales, ni en gras.
- Le texte ne doit pas être écrit en capitales (les noms de famille non plus), ni en gras, ni en italique, ni en « petit »…
- Le gras n'est utilisé que pour surligner le titre de l'article dans l'introduction, une seule fois.
- L'italique est rarement utilisé : mots en langue étrangère, titres d'œuvres, noms de bateaux, etc.
- Les citations ne sont pas en italique mais en corps de texte normal. Elles sont entourées par des guillemets français : « et ».
- Les listes à puces sont à éviter, des paragraphes rédigés étant largement préférés. Les tableaux sont à réserver à la présentation de données structurées (résultats, etc.).
- Les appels de note de bas de page (petits chiffres en exposant, introduits par l'outil «  Source ») sont à placer entre la fin de phrase et le point final[comme ça].
- Les liens internes (vers d'autres articles de Wikipédia) sont à choisir avec parcimonie. Créez des liens vers des articles approfondissant le sujet. Les termes génériques sans rapport avec le sujet sont à éviter, ainsi que les répétitions de liens vers un même terme.
- Les liens externes sont à placer uniquement dans une section « Liens externes », à la fin de l'article. Ces liens sont à choisir avec parcimonie suivant les règles définies. Si un lien sert de source à l'article, son insertion dans le texte est à faire par les notes de bas de page.
- La présentation des références doit suivre les conventions bibliographiques. Il est recommandé d'utiliser les modèles {{Ouvrage}}, {{Chapitre}}, {{Article}}, {{Lien web}} et/ou {{Bibliographie}}. Le mode d'édition visuel peut mettre en forme automatiquement les références.
- Insérer une infobox (cadre d'informations à droite) n'est pas obligatoire pour parachever la mise en page.

Pour une aide détaillée, merci de consulter Aide:Wikification.
Si vous pensez que ces points ont été résolus, vous pouvez retirer ce bandeau et améliorer la mise en forme d'un autre article.
 (mars 2023).
Le terme « WEIRD » est un acronyme pour Western, Educated, Industrialized, Rich, Democratic (Occidental, Éduqué, Industrialisé, Riche, Démocratique). 
En psychologie, ce terme décrit la recherche qui utilise un échantillon provenant d’une population WEIRD avec des résultats qui sont généralisés à la population globale. Henrich et al. (2010) a nommé le phénomène de la population WEIRD et explique dans son article que  « les membres des sociétés WEIRD, y compris les jeunes enfants, sont parmi les populations les moins représentatives que l'on puisse trouver pour généraliser sur les humains » (p. 61). Henrich continue en expliquant que de 2003 à 2007, 68 % des sujets utilisés pour des recherches en psychologie viennent des États-Unis et que 96 % des sujets viennent de pays industrialisés occidentaux. Ceci veut dire que 96 % des échantillons en psychologie proviennent de 12 % de la population globale.

## Mesure de la distance physique des différences culturelles

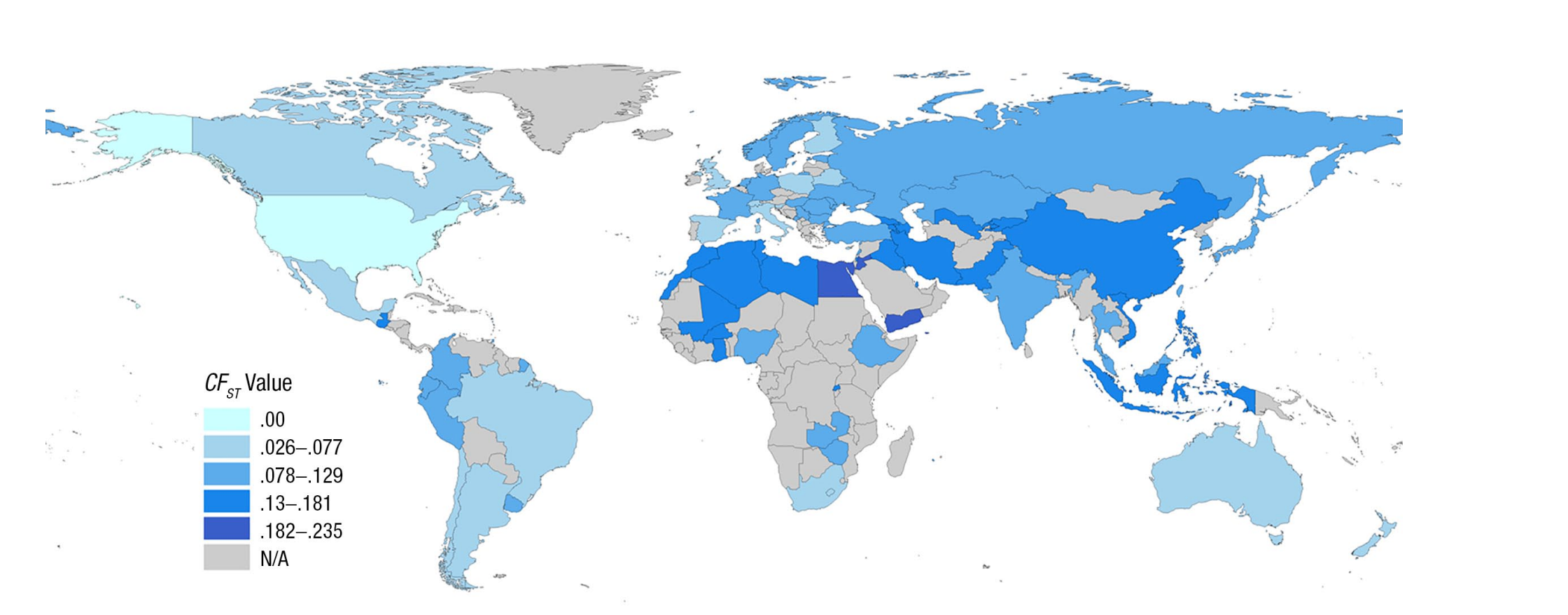
Carte du monde montrant la distance des pays comparés aux États-Unis sur l'échelle américaine de distance culturelle.

Lors d’une recherche, il est important de pouvoir reconnaître la population à laquelle nos résultats sont applicables. Muthukrishna et al. (2020) voulaient trouver la distance physique parcourue par une culture afin de prédire où s’appliquent les divers résultats psychologiques. Ils ont utilisé un test CFst (un sondage des valeurs culturelles) pour analyser comment certains endroits diffèrent par rapport aux traits familiaux comme la vie familiale. Ils ont trouvé que « l'échelle américaine et l'échelle chinoise sont toutes les deux en corrélation avec les approximations de la distance culturelle, suggérant que les échelles capturent une véritable distance culturelle » (p. 685).
Cette étude sert aussi comme une ressource pour vérifier si les résultats d’une étude peuvent être significatifs à un autre endroit. Le site web Cultural Distance a été créé pour comparer la distance culturelle entre deux pays.

## Individualisme et collectivisme

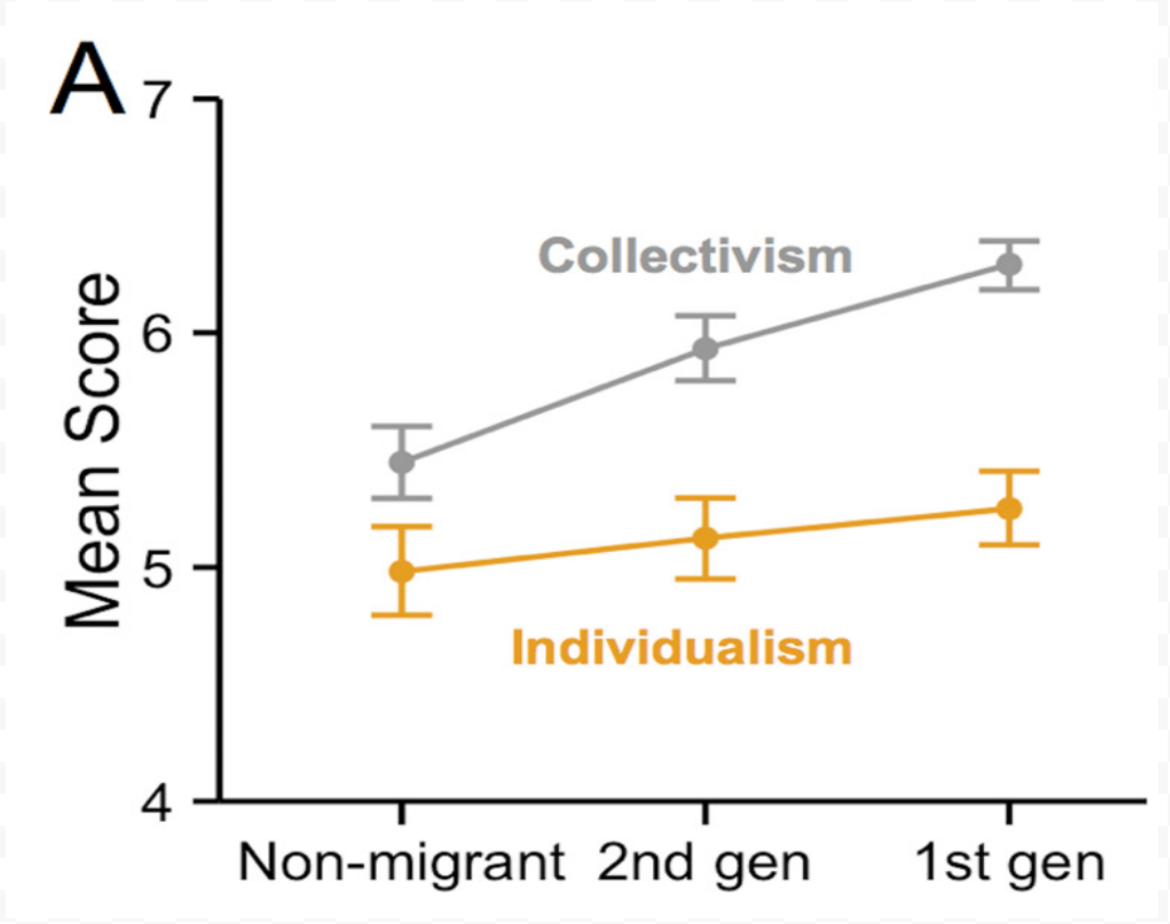
Population non-migrante, Bangladesh Britannique première génération et Bangladesh Britannique 2e génération par rapport au niveau de collectivisme et individualisme.

Un article écrit par Alex Mesoudi et al. (2016) explique que les valeurs de la population WEIRD sont différentes des valeurs présentes dans d'autres régions du monde. La population WEIRD « présente une orientation sociale plus individualiste et moins collectiviste, et une cognition plus analytique et moins holistique que les non-WEIRD » (p. 1). Les populations individualistes mettent de l’importance sur la liberté de l’individu et sur l'autonomie. Un exemple de pays individualiste (et WEIRD) est l’Angleterre. Les populations collectivistes mettent de l’importance dans le bien-être du groupe, mettent l’emphase sur les familles et le sentiment de communauté. Un exemple de pays collectiviste (et non-WEIRD) est le Bangladesh. Dans leur étude, Mesoudi compare la population Bangladesh Britannique 1re génération et 2e génération à celle non-migrante par rapport à leur valeurs culturelles. Ils trouvent que les humains ont l'habileté de « s'adapter rapidement aux conditions locales via l'évolution culturelle plutôt que génétique » (p. 15). Mesoudi trouve que la population non-migrante a le plus haut niveau d’individualisme, alors que la population migrante première génération a le plus haut niveau de collectivisme.

## Différences entre la culture WEIRD et non-WEIRD
Une étude effectuée par Clegg J.M. et al. (2017) a comparé le rôle de la conformité dans les jugements des adultes WEIRD et non-WEIRD par rapport à l'intelligence et le bon comportement des enfants. Ils ont trouvé que « les adultes américains étaient moins susceptibles de considérer l'enfant hautement conformiste comme étant intelligent comparé aux adultes Ni-Vanuatu » (p. 430). La recherche de Clegg est importante parce que la majorité des mesures d'intelligence sont développées dans l’ouest. Clegg J.M et al explique que « les différences dans la façon dont la compétence des enfants est jugée et les types de comportements qui sont encouragés en conséquence peuvent avoir un impact sur le développement des stratégies d'apprentissage social des enfants » (p. 438).
Henrich et al. (2010) donne aussi l’exemple de la recherche à Kuhn et McPartland (1954) où ils ont trouvé que les populations WEIRD comme les Américains, Canadiens et Suédois sont plus susceptibles à se comprendre avec des termes de caractéristiques internes, tandis que les populations occidentales comme les Amérindiens, la population des îles Cook, les Massaïs et les Asiatiques de l’est se caractérisent en termes de leur rôle et de relations avec les autres. Ceci démontre les différences psychologiques entre les pays WEIRD et non-WEIRD qui peuvent grandement influencer l’applicabilité des résultats psychologiques à un certain endroit.

## Différences culturelles dans la population WEIRD
Même au sein de la population WEIRD, il existe plusieurs sous-populations qui diffèrent grandement. Henrich et al. (2010), décrivent que plusieurs études ont révélé que les États-Unis sont le pays le plus individualiste au monde (Hofstede,1984; Lipset, 1996 ; Morling & Lamoreaux, 2008; Oyserman et al. 2002). Comme exemple, ils ont utilisé l’étude à Burton et Whiting, (1960) qui a démontré que les parents aux États-Unis étaient les seuls des cent sociétés qui ont une chambre séparée pour leurs nouveau-nés. Dès la naissance, les bébés aux États-Unis sont placés dans un environnement plus indépendant. Le sociologue Seymor Martin Lipset a trouvé que les Américains diffèrent des autres populations WEIRD. Il indique que la population américaine est la plus patriote, litigieuse, populiste, la plus pratiquante du protestantisme et, comparé aux autres pays WEIRD, les Américains sont les plus susceptibles de voir le monde en termes moraux absolus.[réf. nécessaire] L’étude de Henrich et al. (2010) démontre non seulement les différences entre les pays WEIRD et non-WEIRD, mais aussi que les différences qui existent entre les pays WEIRD doivent être considérées lors de l’application des résultats de recherches psychologiques.